# Radisson Blu
Radisson Blu (anterior Radisson SAS) este o rețea hotelieră internațională de categorie patru până la cinci stele, hoteluri care operează în Europa, Africa și Asia. 
Radisson Blu este o parte a companiei  Rezidor Hotel Group cu sediul în Bruxelles, care la rândul său aparține companiei Carlson Companies. Carlson operează în USA cu numele de Radisson. La rețeaua hotelieră aparțin în total 275 de hoteluri în 50 de țări. 
Până în 2005 a aparținut companiei SAS Grup, companiei-mamă SAS Scandinavian Airlines, și a operat sub numele de Radisson SAS. După preluarea completă de către Rezidor, funcționează din februarie 2009 sub denumirea actuală.

## Clădiri cunoscute
Tipic pentru Radisson Blu sunt hotel tower. 
Unul dintre cele mai renumite hoteluri este Radisson Blu Royal Hotel din Copenhaga. Un lanț hotelier este situat și în Tour Part-Dieu în Lyon.
Pe 20 noiembrie 2015, în Radisson Blu Hotel din Bamako, capitala statului Mali, a avut loc Criza ostaticilor din Bamako, când teroriștii au luat 170 de oameni ostatici, iar 18 persoane din diferite țări au fost ucise. Situația a fost rezolvată de către poliție în aceeași zi.

## Galerie

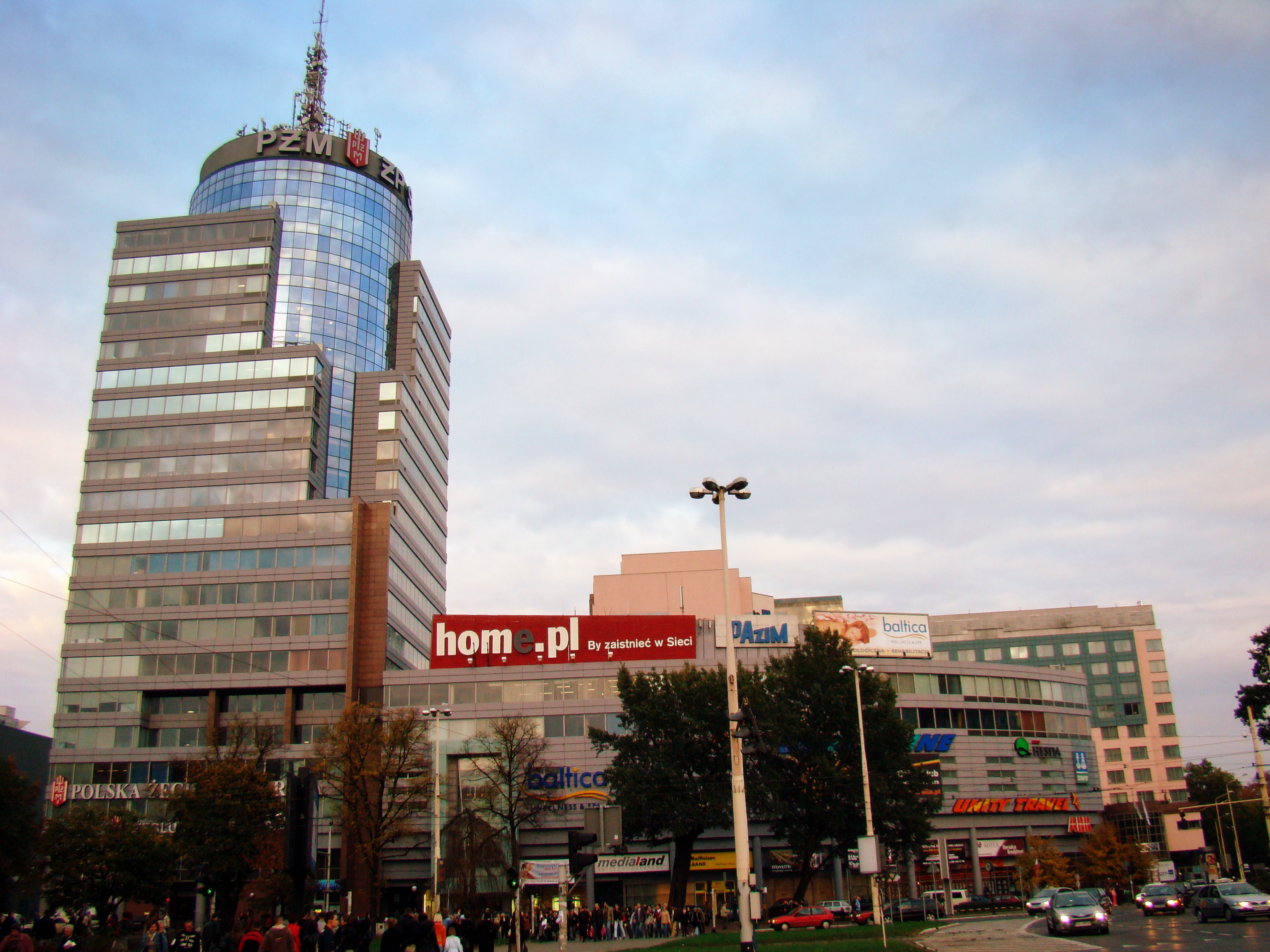
Radisson Blu, Szczecin, Polonia
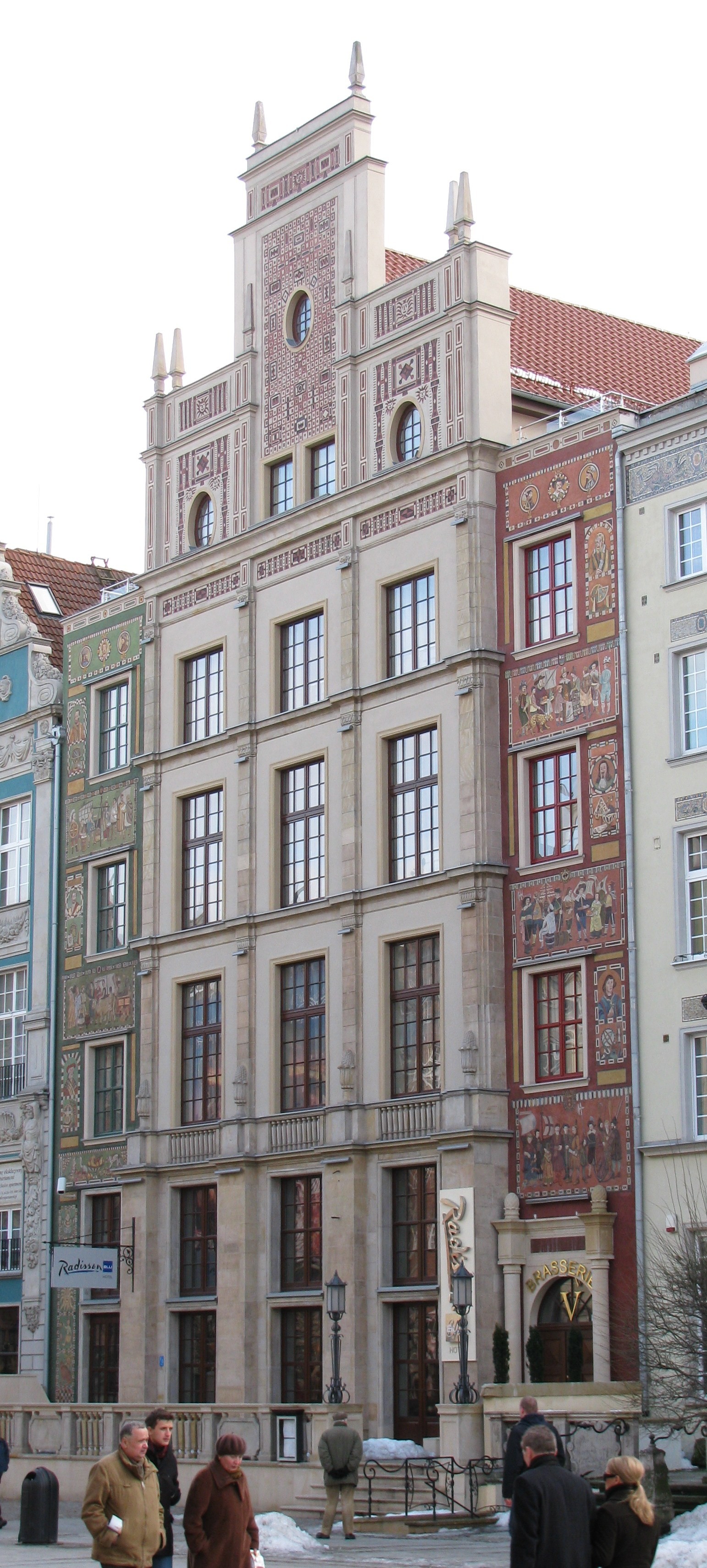
Radisson Blu Gdańsk, Polonia
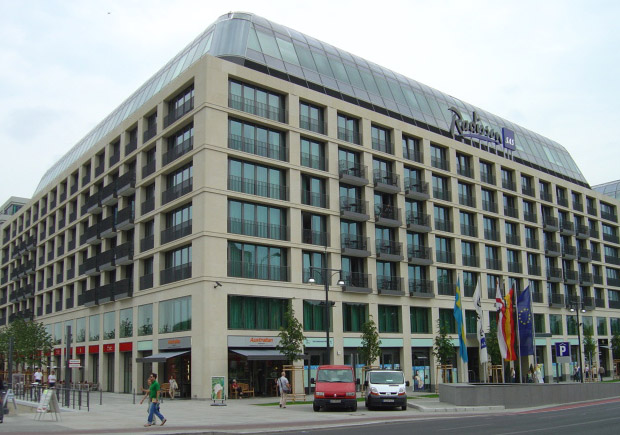
Radisson Blu Berlin
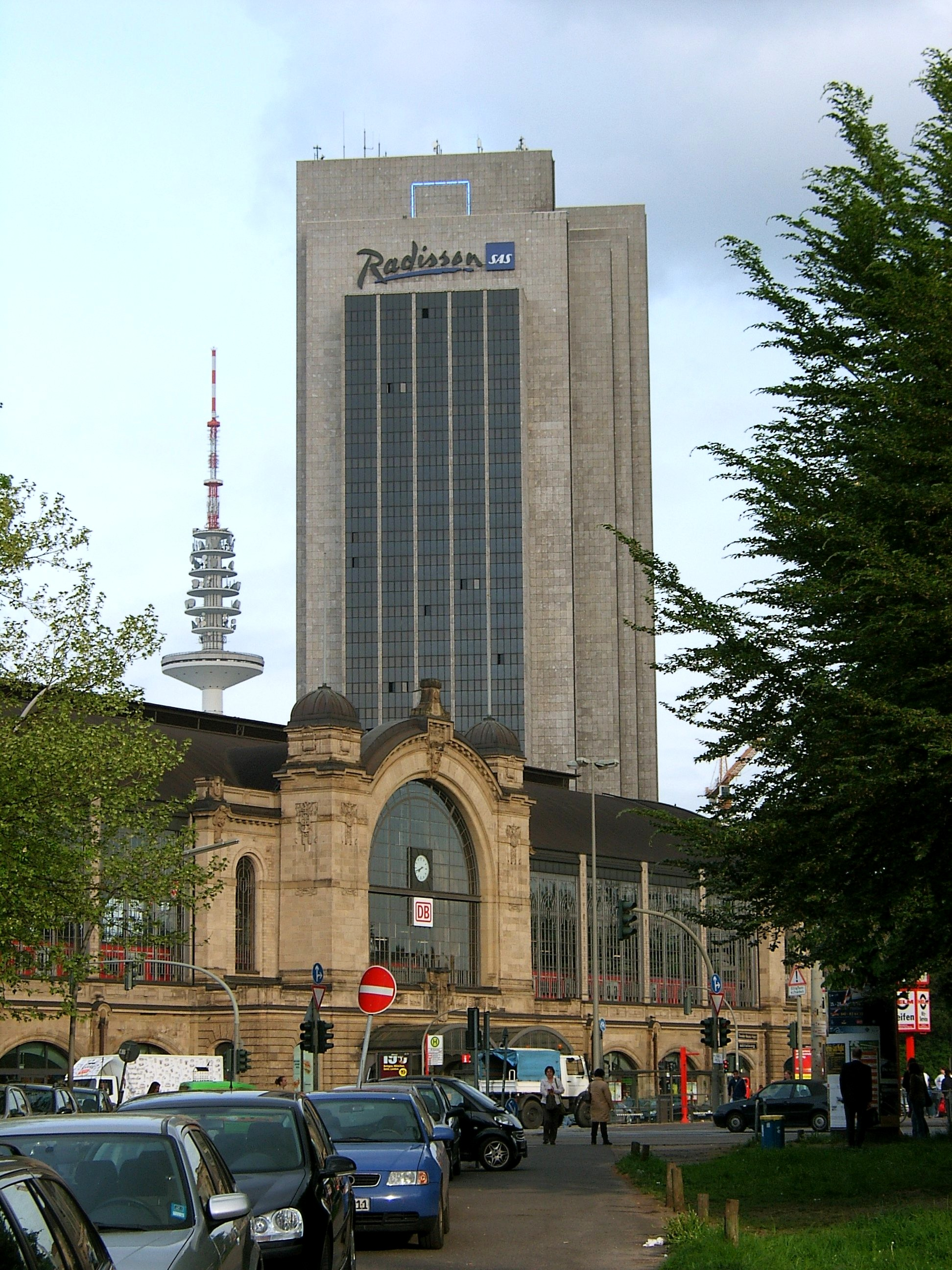
Radisson Blu Hamburg
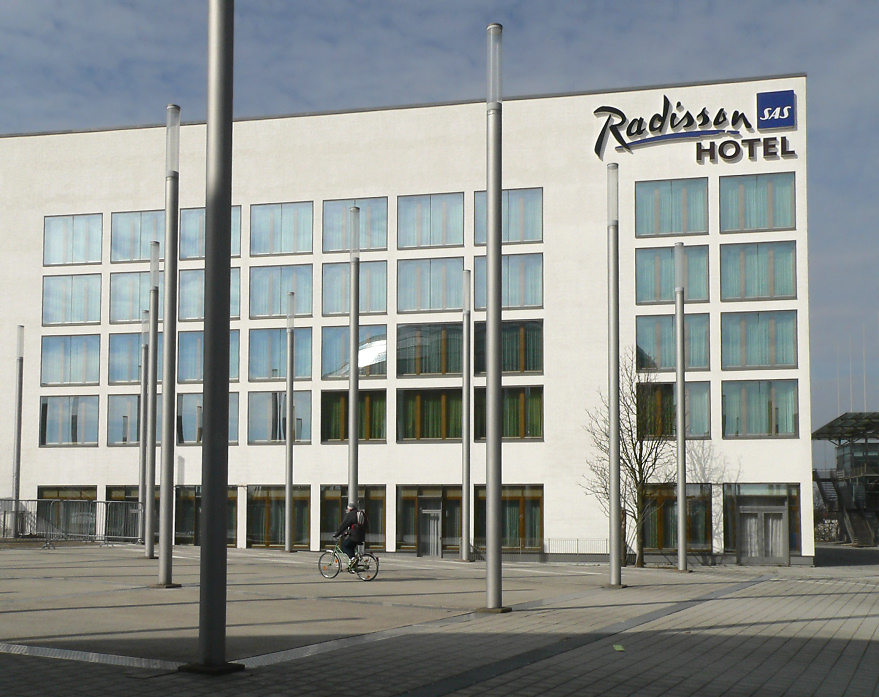
Radisson Blu, Hannover
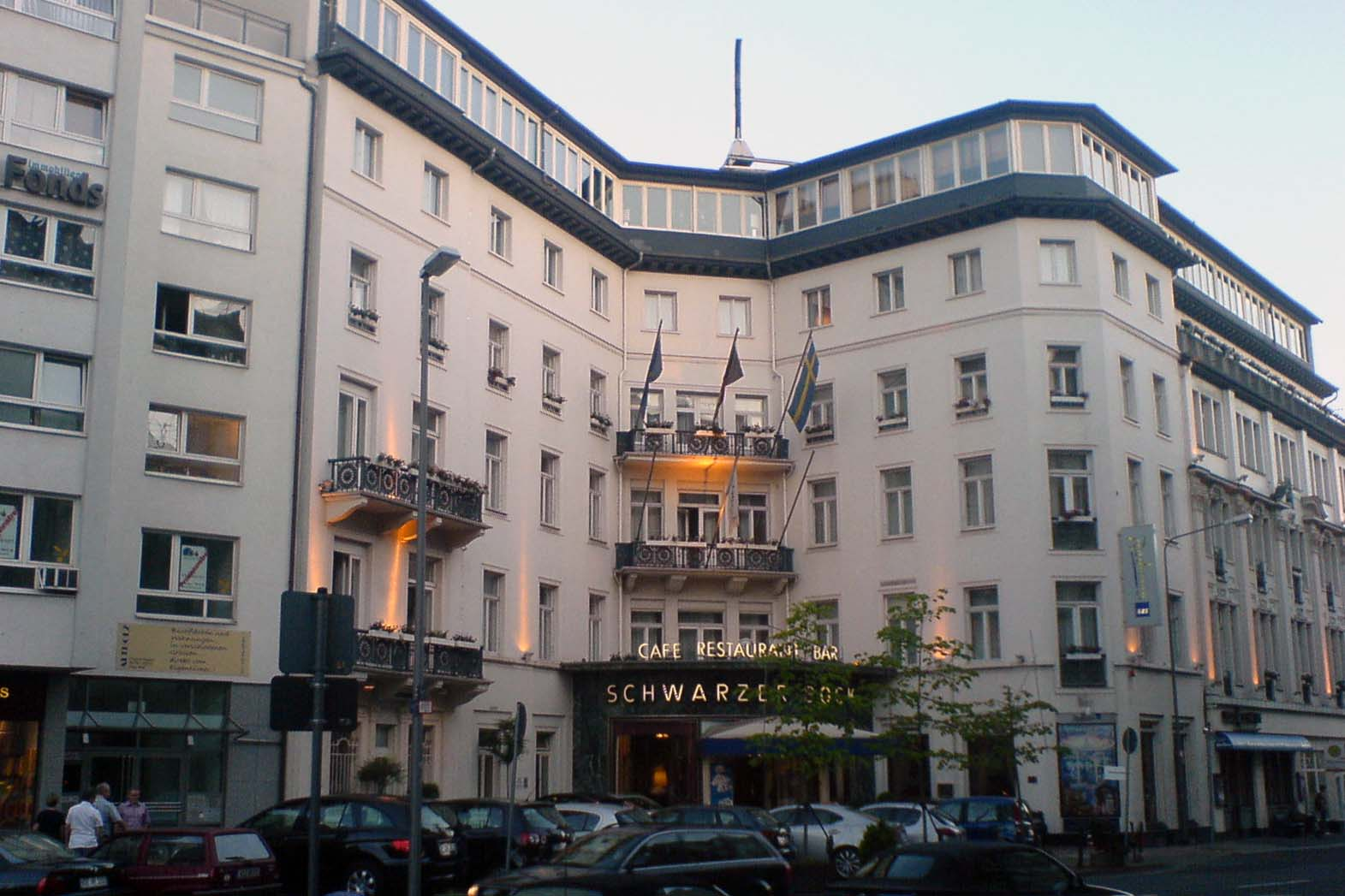
Hotel Schwarzer Bock Wiesbaden
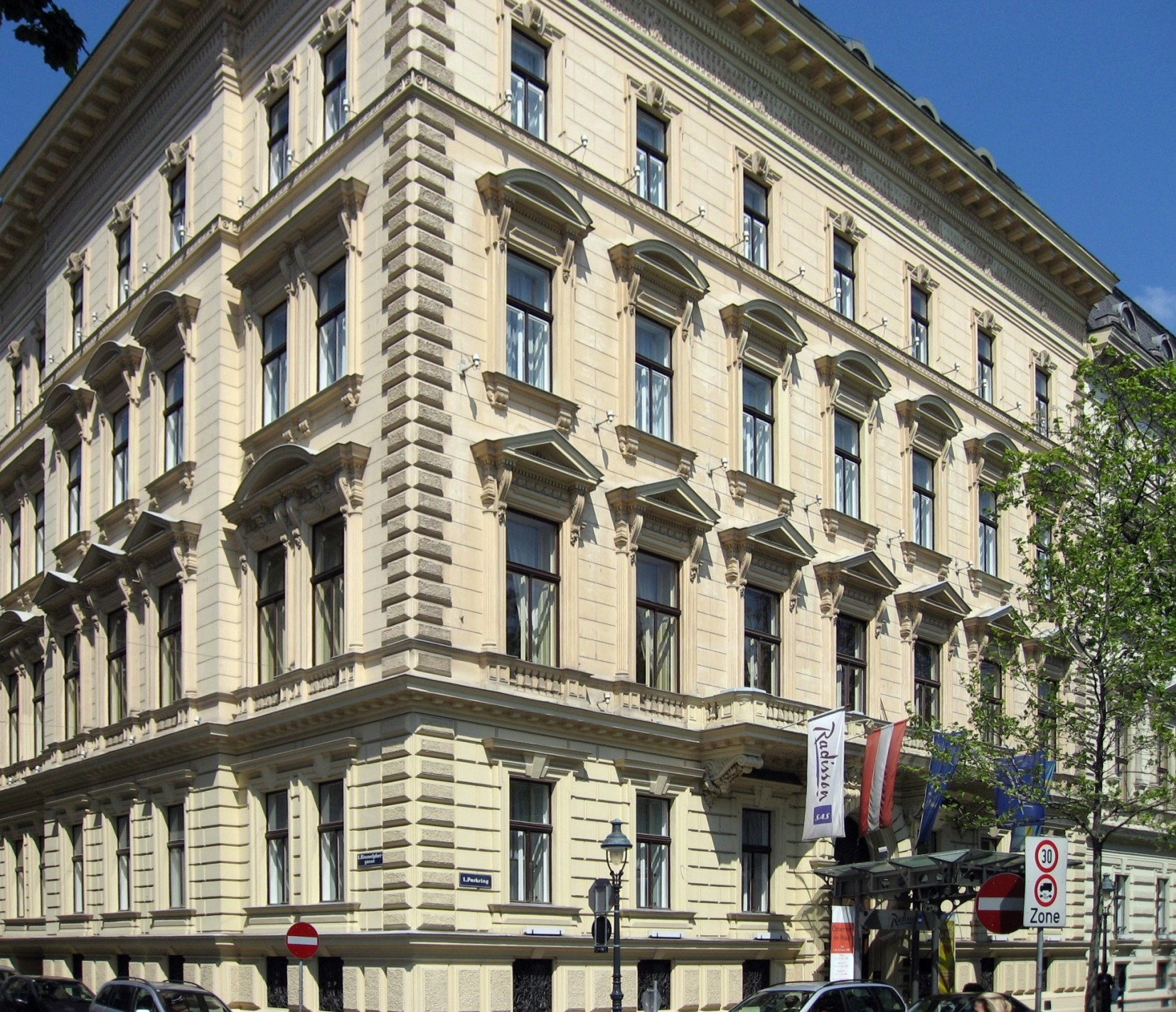
Radisson Blu Palais Hotel Viena îm Palais Leitenberger
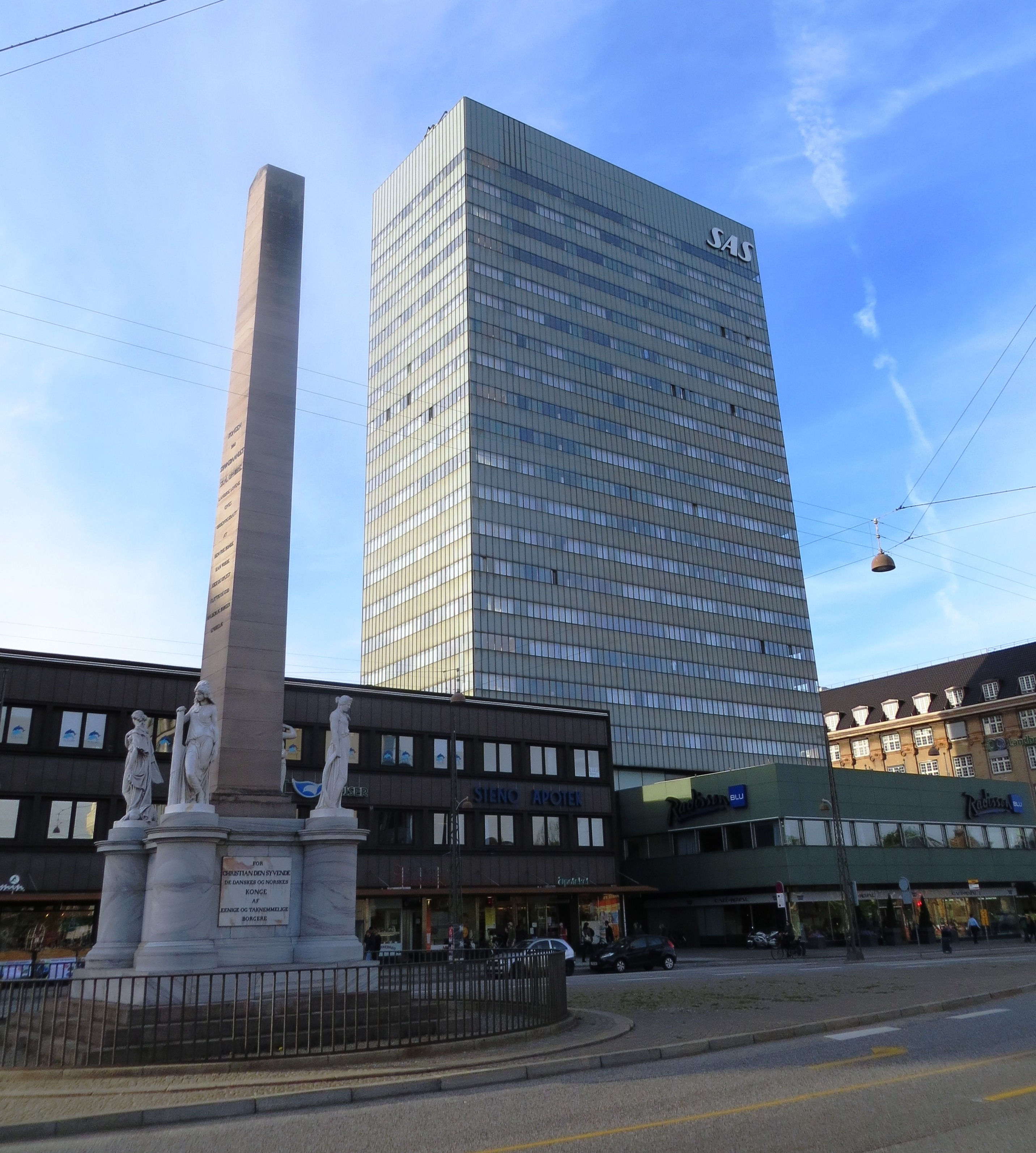
Radisson Blu Royal Hotel din Copenhaga
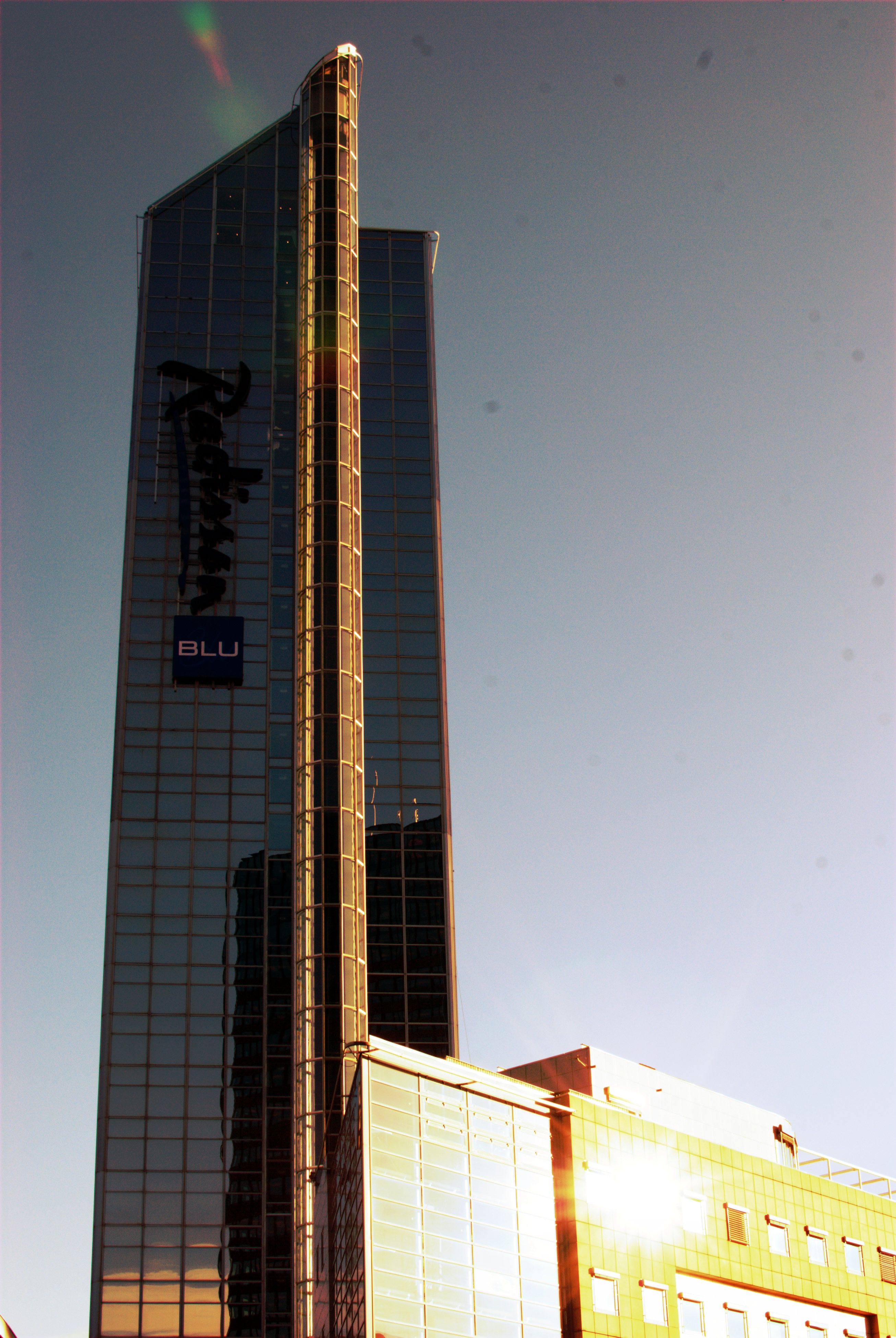
Radisson Blu Plaza Hotel, Oslo
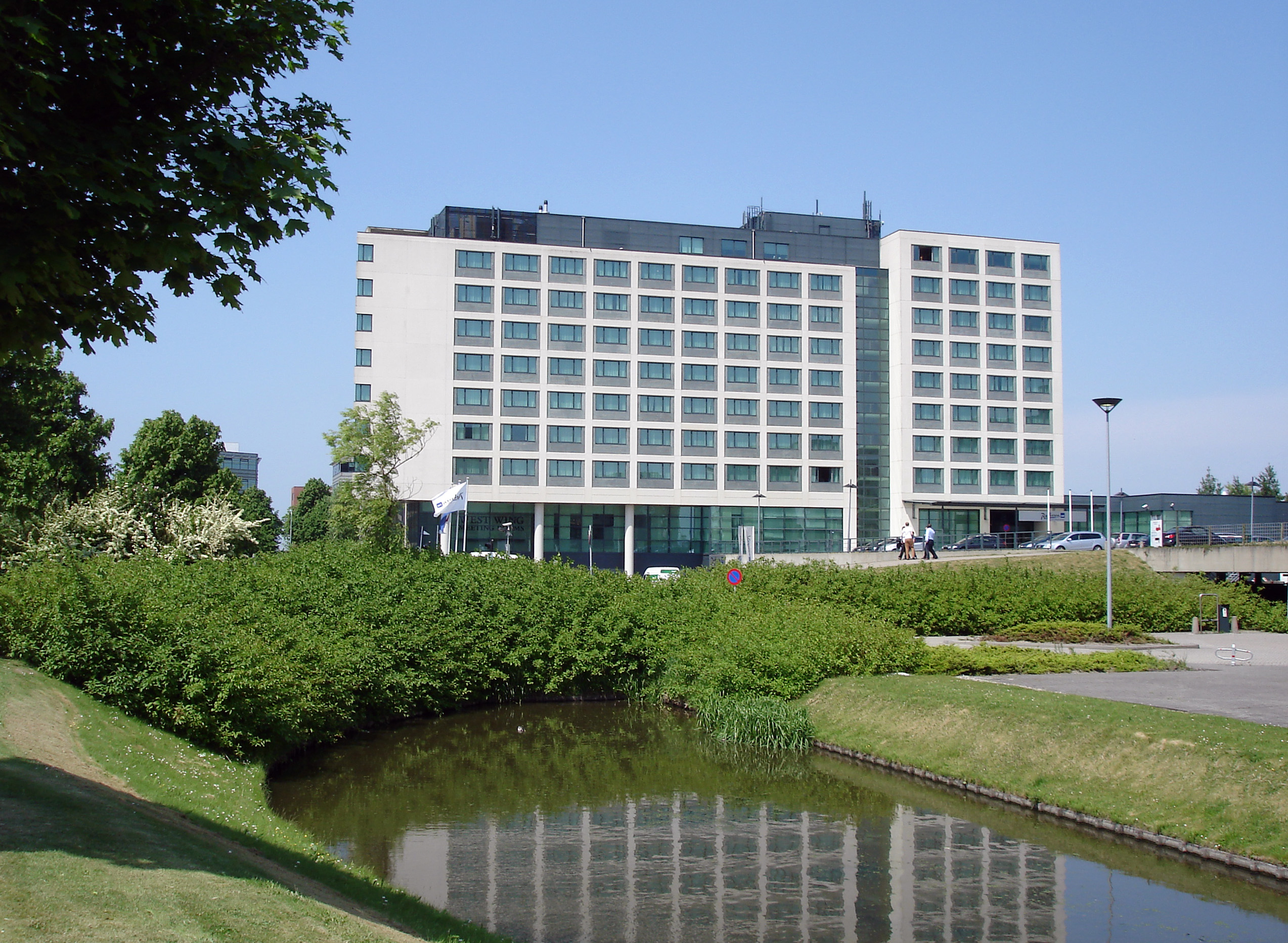
Radisson Blu Schiphol bei Amsterdam
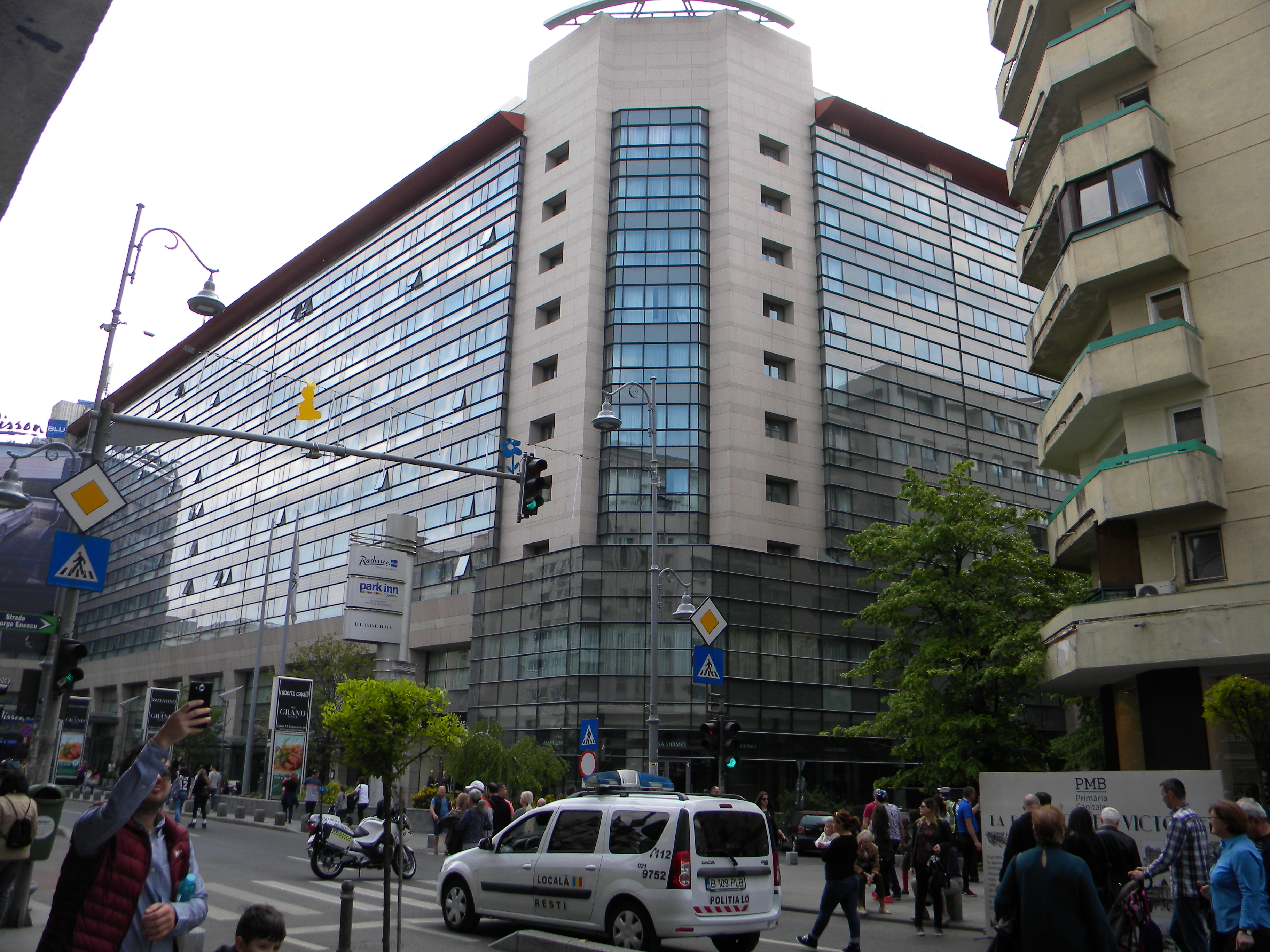
Radisson Blu, București